# ماكيسفيل
ماكيسفيل (بالإنجليزية: McCaysville, Georgia)‏ هي مدينة تقع في مقاطعة فانين، جورجيا بولاية جورجيا في الولايات المتحدة. تبلغ مساحة هذه المدينة 4.2 (كم²)، وترتفع عن سطح البحر 446 م، بلغ عدد سكانها 1056 نسمة في عام 2010 حسب إحصاء مكتب تعداد الولايات المتحدة.

## وصلات خارجية
- Cities & Counties - Georgia.gov